# レミー・シャンド
レミー・シャンド（Remy Shand）は、カナダ・ウィニペグ出身のシンガーソングライター。1978年生まれ。

## 略歴
両親の持っていたレコードを聴いて育つ。いろいろな楽器を習得し、高校をドロップアウトして、ミュージシャンに。モータウンと契約。2002年に「21世紀のマーヴィン・ゲイ」のキャッチフレーズでデビュー。
マイコ・ワトソンなる歌手と結婚したが離婚。消息不明だったが、2013年に活動再開。

## 代表作

### シングル
- テイク・ア・メッセージ (2002)

### アルバム
- The way I feel (2002)